# Macrospinosa cuja
Macrospinosa cuja är en fiskart som först beskrevs av Hamilton 1822.  Macrospinosa cuja ingår i släktet Macrospinosa och familjen havsgösfiskar. Inga underarter finns listade i Catalogue of Life.